# Kikki Daire
Kikki Daire (Memphis, Tennessee; 18 de septiembre de 1976) es el nombre artístico de una bailarina exótica y actriz pornográfica estadounidense. También conocida por otras variaciones de su nombre tales como Keki D'Air, Keki D'Aire, Kike Daire, Kiki Daire, Keki Dare, Kiki Dare y, el más conocido, Kiki D'Aire.

## Biografía
Durante su niñez Daire, se auto describe como "una niña lista con una seria rebeldía nudista". Ella menciona haber tenido su primera experiencia sexual a la edad de 12 años con una vecina suya.
Durante su carrera de bailarina, Daire bailó en el mismo club nocturno con su madre. Según Daire, su madre se cansó de competir con su hija por las propinas, y así ella fue despedida. Desde entonces no han tenido comunicación.
Daire empezó su carrera en las películas pornográficas en 1999 en Lesbian Virgins 4 con una Estríper de Tampa, Florida. Después de persuadirla de si seguir o no una carrera en la pornografía, ella terminó la relación con su novio que estaba en contra de la pornografía y se mudó a Los Ángeles, California.
Las películas de Daire eran de pornografía heterosexual principalmente, incluyendo gonzo, aunque trabajó también con mujeres como en su debut. Durante su carrera pornográfica, ella ha aparecido en revistas para adultos tales como Hustler, Taboo, Gent, Petite y Busty Beauties.
El 4 de octubre de 2000, Daire se ofreció para un evento de recaudación de fondos para la Adult Industry Medical Health Care Foundation, bailando en el Club Nudista DeJaVu.